# مركز بني عدوان وبني حرير
مركز بني عدوان وبني حرير، هو المركز الذي يقع في الجزء الشمالي الغربي من محافظة القرى بمنطقة الباحة في المملكة العربية السعودية.

## قرى المركز
يوجد في المركز، العدد من القرى أهمها: الكرادسة، والضحوات، وسبيحة، والقعرة، والشعبة، والكلبة، والجريرة، وحظى، وهي منطقة جبلية جميلة.
ومعظم سطح مركز بني عدوان، مغطى بالأشجار والنباتات الخضراء، وخصوصاً في الجهة الغربية من المركز.
ويوجد في الأحمية (جمع حمى) أكبر تجمع لهذه الأشجار، حيث تكون غابات جميلة المنظر في معظم القـُرى، ويوجد بالمركز بعض المنتزهات والمطلات والحدائق، ومنها منتزة ومطل جبل رهدا بالكرادسة، ومنتزة ومطل القمة بسبيحة، ومنتزه وحديقة وملعب سبيحة، على الطريق العام (طريق شمرخ)، ويوجد أودية جميلة تجري بعد هطول الأمطار، وتحيط بها الخضرة، لتكون مقصدا للسياح والزائرين.

## المناخ
والمناخ في الشتاء والجو بارد وتهب الرياح الجنوبية الغربية المحملة ببخار الماء وعادة ما يصاحبها زخات من المطر .. وهذا لا يمنع أن يكون الجو في الشتاء جافاً في بعض الأحيان. وفي الصيف يكون الجو معتدلاً ويميل للحرارة في منتصف النهار.

## نادي وملعب رياضي
ويوجد بالمركز للقاطنين والزوار نادي وملعب لجنة التنمية الاجتماعية، ويوجد بالنادي صالة مسبح، وصالة حديد، وبلياردو، وملعب لكرة الطائرة، وملعب لكرة القدم، ويمارس الرياضيون بالنادي دورات يشرف عليها معلمون، لهم باع طويل في مجال التربية البدنية.